# Santander flygplats
Santander flygplats är en flygplats i Spanien.   Den ligger i provinsen Provincia de Cantabria och regionen Kantabrien, i den norra delen av landet, 300 km norr om huvudstaden Madrid. Santander flygplats ligger 1 meter över havet.
Terrängen runt Santander flygplats är platt norrut, men söderut är den kuperad. Havet är nära Santander flygplats åt nordost. Runt Santander flygplats är det ganska tätbefolkat, med 120 invånare per kvadratkilometer. Närmaste större samhälle är Santander, 4,4 km norr om Santander flygplats. Omgivningarna runt Santander flygplats är en mosaik av jordbruksmark och naturlig växtlighet.